# Shirō Sagisu
Sagisu Shiro (鷺巣 詩郎, Sagisu Shirō) est un compositeur japonais que l'on connaît notamment par ses créations musicales dans le domaine de l'animation japonaise.

## Biographie
Né le 29 août 1957 à Tokyo, Shirō Sagisu porte plusieurs casquettes dans le domaine musical : producteur, compositeur, arrangeur et chef d'orchestre. 
Il commença sa carrière à la fin des années 1970, et se fit connaître en premier lieu pour ses productions musicales (Ken Hirai, pour n'en citer qu'un[pas clair]).
Il est principalement connu pour être le compositeur du réalisateur Hideaki Anno pour lequel il a signé la musique de la saga Evangelion, de 1995 à 2021. Il est également connu pour avoir composé les OST de Bleach, de 2004 à 2010.

## Discographie
Il est connu pour avoir composé les musiques des dessins animés suivant :
- Atakkâ you! ou Attacker You aussi connu sous le nom de Jeanne et Serge (1984) série télévisée
- Genmu senki Leda (1985) (V)
- Nom de code: Love City (1985)
- Honba jyoshikou manual: Hatsukoi binetsu-hen (1987)
- Kimagure orange road (Max et compagnie) (1987) série télévisée
- Shinmajinden batoru royaru haisukûru (1988)
- Kimagure orange road: Ano hi ni kaeritai (1988)
- Kimagure orange road (1989)
- Fushigi no umi no Nadia (1990) série télévisée aussi connu sous le nom de Nadia, le secret de l'eau bleue
- Chôjikû yôsai Macross II Lovers, Again (1992) aussi connu sous le nom de The Super Dimension Fortress Macross II: Lovers Again
- Garzey no tsubasa (1996)
- Shin seiki evangelion ou Neon Genesis Evangelion (1996)
- Shin seiki Evangelion Gekijô-ban: Shito shinsei (1997)
- Shin seiki Evangelion Gekijô-ban: Air/Magokoro wo, kimi ni (1997)
- Kareshi Kanojo no Jijyou (1998) série télévisée aussi connu sous le nom de Elle et lui
- Musa, la princesse du désert (2001)
- Abenobashi mahô shôtengai (2002) série télévisée
- Konya hitori no bed de (2005) série télévisée
- Bleach OST (2005)
- Bleach: Memories of Nobody ost movie (2006)
- Bleach OST 2 (2006)
- Evangelion: 1.0 You Are (Not) Alone (2007) qui fait partie de la tétralogie Rebuild of Evangelion
- Skull Man OST 1 (2007)
- Bleach The DiamondDust Rebellion ost movie 2 (2007)
- Skull Man OST 2 (2008)
- Bleach OST 3 (2008)
- Bleach Fade To Black ost movie 3  (2008)
- Bleach OST 4 (2009)
- Evangelion 2.0: You Can (Not) Advance  (2010)
- Bleach Chapter hell ost movie 4  (2010)
- Magi: The Labyrinth of Magic (2012)
- Evangelion 3.0 : You Can (Not) Redo (2012)
- Black Bullet OST-Crisis Point (2014)
  - Mobile Suit Gundam: Iron-Blooded Orphans (2015) Il a composé le premier générique de fin en collaborant avec la chanteuse Misia
- Berserk (2016-)
- Bleach The Blood warfare OST 1

Film avec acteurs :
- Casshern (2004)
- Jungcheon (2006)
- Shin Godzilla (2016)
- Evangelion 3.1+1.0: Thrice upon a time (2021)
- Shin Ultraman (2022)